# Hugues d'Aubusson
Pour les autres membres de la famille, voir Famille d'Aubusson.
Hugues d'Aubusson (mort en septembre 1454) est un ecclésiastique qui fut évêque de Tulle de 1451 à 1454.

## Biographie
Hugues d'Aubusson est issu de l'ancienne dynastie des vicomtes d'Aubusson. Il est le fils de Rainaud, seigneur du Monteil puis de La Borne et de Marguerite de Comborn. Il est le frère d'Antoine d'Aubusson, de Pierre d'Aubusson, grand maitre de ordre de Saint-Jean de Jérusalem, de Louis d'Aubusson, son successeur à Tulle et de Guichard d'Aubusson, successivement évéque de Couserans, Cahors puis de Carcassonne. Après la mort de l'évêque Jean de Cluys en 1444, le siège épiscopal de Tulle reste vacant pendant plusieurs années à la suite de difficultés entre la cour pontificale et celle du royaume de France. Le pape nomme en effet Pierre de Comborn de Treignac comme évêque mais sa nomination est refusée comme contraire à la Pragmatique Sanction de Bourges. Finalement Hugues d'Aubusson, prieur claustral de l'abbaye de Tulle, est nommé et « reconnu sans restriction ». Il fait son entrée à Tulle le 25 juillet 1451. Il porte le titre d'évêque en 1453 lors de la translation de Saint-Martin à Tours et meurt en septembre 1454. Il est inhumé devant le maître-autel de la cathédrale Notre-Dame de Tulle.